# Lijst van county's in Oklahoma
De Amerikaanse staat Oklahoma is onderverdeeld in 77 county's.
| County       | Inwoners 1 juli 2007 | Hoofdplaats   | Inwoners 1 juli 2007 |
| ------------ | -------------------- | ------------- | -------------------- |
| Adair        | 21.902               | Stilwell      | 3450                 |
| Alfalfa      | 5593                 | Cherokee      | 1437                 |
| Atoka        | 14.512               | Atoka         | 3069                 |
| Beaver       | 5380                 | Beaver        | 1406                 |
| Beckham      | 19.700               | Sayre         | 3193                 |
| Blaine       | 12.475               | Watonga       | 5481                 |
| Bryan        | 39.563               | Durant        | 16.161               |
| Caddo        | 29.296               | Anadarko      | 6337                 |
| Canadian     | 103.559              | El Reno       | 16.286               |
| Carter       | 47.582               | Ardmore       | 24.625               |
| Cherokee     | 45.393               | Tahlequah     | 16.419               |
| Choctaw      | 15.011               | Hugo          | 5445                 |
| Cimarron     | 2664                 | Boise City    | 1239                 |
| Cleveland    | 236.452              | Norman        | 106.707              |
| Coal         | 5709                 | Coalgate      | 1873                 |
| Comanche     | 113.811              | Lawton        | 91.568               |
| Cotton       | 6299                 | Walters       | 2482                 |
| Craig        | 15.195               | Vinita        | 6031                 |
| Creek        | 69.073               | Sapulpa       | 20.908               |
| Custer       | 26.111               | Arapaho       | 727                  |
| Delaware     | 40.406               | Jay           | 3011                 |
| Dewey        | 4338                 | Taloga        | 344                  |
| Ellis        | 3911                 | Arnett        | 492                  |
| Garfield     | 57.657               | Enid          | 47.008               |
| Garvin       | 27.141               | Pauls Valley  | 6115                 |
| Grady        | 50.615               | Chickasha     | 17.068               |
| Grant        | 4497                 | Medford       | 1005                 |
| Greer        | 5810                 | Mangum        | 2713                 |
| Harmon       | 2837                 | Hollis        | 1956                 |
| Harper       | 3254                 | Buffalo       | 1078                 |
| Haskell      | 12.059               | Stigler       | 2829                 |
| Hughes       | 13.680               | Holdenville   | 5478                 |
| Jackson      | 25.778               | Altus         | 19.329               |
| Jefferson    | 6273                 | Waurika       | 1795                 |
| Johnston     | 10.402               | Tishomingo    | 3210                 |
| Kay          | 45.638               | Newkirk       | 2130                 |
| Kingfisher   | 14.320               | Kingfisher    | 4499                 |
| Kiowa        | 9456                 | Hobart        | 3653                 |
| Latimer      | 10.508               | Wilburton     | 2875                 |
| Le Flore     | 49.715               | Poteau        | 8246                 |
| Lincoln      | 32.272               | Chandler      | 2836                 |
| Logan        | 36.435               | Guthrie       | 11.046               |
| Love         | 9112                 | Marietta      | 2528                 |
| Major        | 7190                 | Fairview      | 2554                 |
| Marshall     | 14.830               | Madill        | 3750                 |
| Mayes        | 39.627               | Pryor Creek   | 9239                 |
| McClain      | 31.849               | Purcell       | 6077                 |
| McCurtain    | 33.539               | Idabel        | 6862                 |
| McIntosh     | 19.709               | Eufaula       | 2758                 |
| Murray       | 12.695               | Sulphur       | 4807                 |
| Muskogee     | 71.116               | Muskogee      | 40.015               |
| Noble        | 11.124               | Perry         | 5042                 |
| Nowata       | 10.723               | Nowata        | 3983                 |
| Okfuskee     | 11.248               | Okemah        | 2934                 |
| Oklahoma     | 701.807              | Oklahoma City | 547.274              |
| Okmulgee     | 39.300               | Okmulgee      | 12.630               |
| Osage        | 45.523               | Pawhuska      | 3473                 |
| Ottawa       | 32.474               | Miami         | 13.364               |
| Pawnee       | 16.447               | Pawnee        | 2176                 |
| Payne        | 79.931               | Stillwater    | 46.976               |
| Pittsburg    | 44.711               | McAlester     | 18.232               |
| Pontotoc     | 36.571               | Ada           | 16.537               |
| Pottawatomie | 69.038               | Shawnee       | 30.256               |
| Pushmataha   | 11.666               | Antlers       | 2484                 |
| Roger Mills  | 3308                 | Cheyenne      | 727                  |
| Rogers       | 83.105               | Claremore     | 17.312               |
| Seminole     | 24.179               | Wewoka        | 3326                 |
| Sequoyah     | 41.024               | Sallisaw      | 8740                 |
| Stephens     | 43.322               | Duncan        | 22.531               |
| Texas        | 20.032               | Guymon        | 10.574               |
| Tillman      | 8148                 | Frederick     | 3999                 |
| Tulsa        | 585.068              | Tulsa         | 384.037              |
| Wagoner      | 67.239               | Wagoner       | 7982                 |
| Washington   | 49.888               | Bartlesville  | 35.415               |
| Washita      | 11.667               | New Cordell   | 2926                 |
| Woods        | 8319                 | Alva          | 4738                 |
| Woodward     | 19.505               | Woodward      | 12.206               |

Alabama · Alaska · Arizona · Arkansas · Californië · Colorado · Connecticut · Delaware · Florida · Georgia · Hawaï · Idaho · Illinois · Indiana · Iowa · Kansas · Kentucky · Louisiana · Maine · Maryland · Massachusetts · Michigan · Minnesota · Mississippi · Missouri · Montana · Nebraska · Nevada · New Hampshire · New Jersey · New Mexico · New York · North Carolina · North Dakota · Ohio · Oklahoma · Oregon · Pennsylvania · Rhode Island · South Carolina · South Dakota · Tennessee · Texas · Utah · Vermont · Virginia · Washington · West Virginia · Wisconsin · Wyoming